# Sokolniki (métro de Moscou, ligne Sokolnitcheskaïa)
Sokolniki (en russe : Соко́льники et en anglais : Sokolniki) est une station de la ligne Sokolnitcheskaïa (ligne 1) du métro de Moscou, située, sur le territoire du raïon Sokolniki dans le district administratif est de Moscou. Elle dessert notamment le parc Sokolniki.
Elle est mise en service en 1935. Elle est alors le terminus nord de la première ligne du métro de Moscou.
La station est ouverte tous les jours aux heures de circulation du métro.

## Situation sur le réseau
Établie en souterrain, à 9 mètres sous le niveau du sol, la station Sokolniki est située au point 52+75,5 de la ligne Sokolnitcheskaïa (ligne 1 rouge), entre les stations Preobrajenskaïa plochtchad (en direction de Boulvar Rokossovskogo) et Krasnoselskaïa (en direction de Salarievo).
Avant la station il y a une jonction des deux tunnels et avec deux voies de garage en impasse, utilisées pour la maintenance et le stockage des trains pendant la nuit.

## Histoire
La station Solkolniki est mise en service le 15 mai 1935, lors de l'ouverture à l'exploitation de la première ligne du métro entre les stations Solkolniki et Park koultoury.

La station en 1935
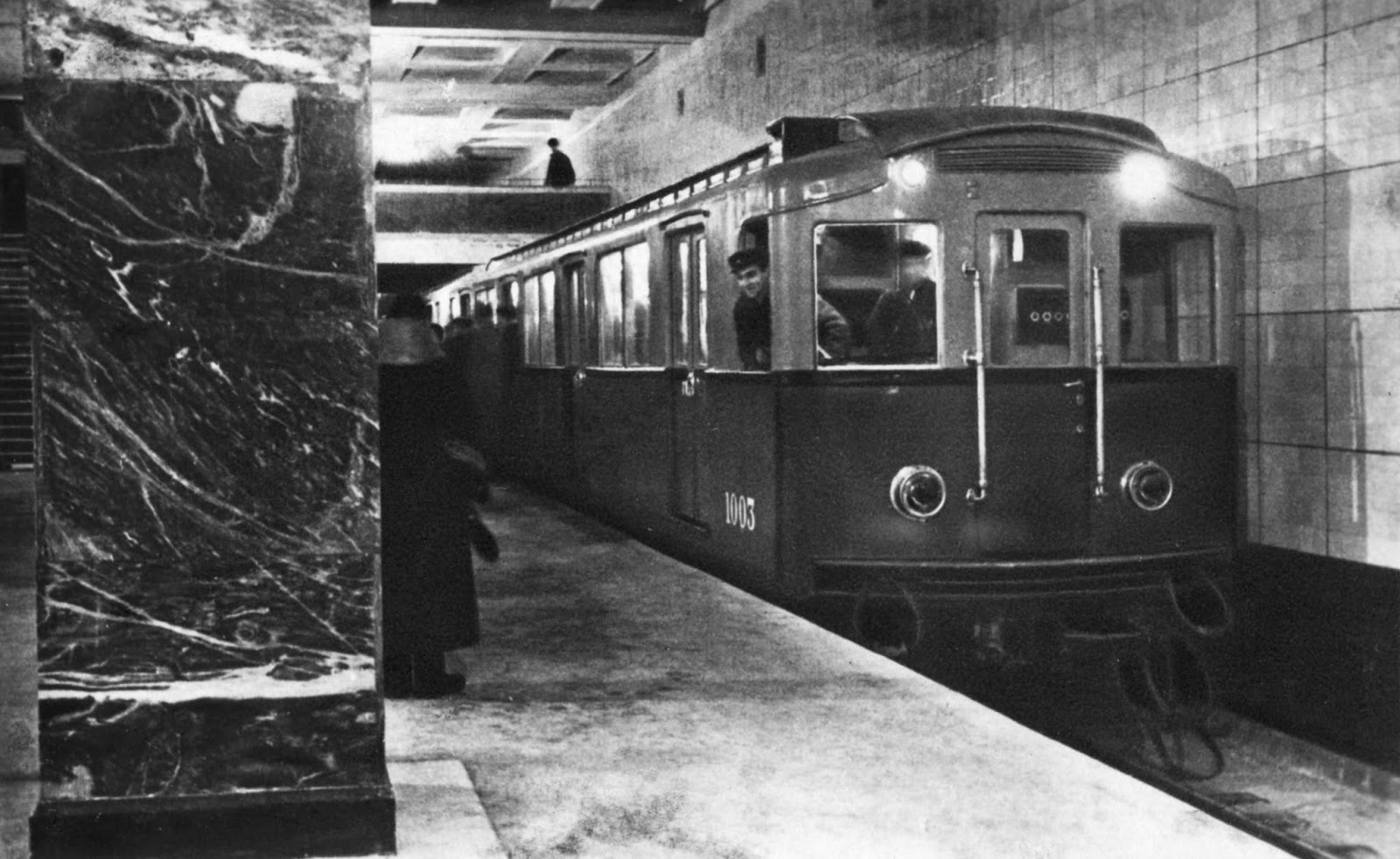

L'extrémité nord-est de la ligne, la station Sokolniki comprise, est construite avec la méthode du cut-and-cover, consistant simplement à extruder une tranchée puis à couvrir. Les tunnels de Krasnoselskaïa à Sokolniki étaient en construction dès l'été 1933, mais le travail sur les stations ne commence qu'en mars 1934. La coque de béton de la station est achevée en cinq mois. Le premier test de circulation du métro a lieu en 1934 entre cette station et Komsomolskaïa. Elle est conçue par les architectes Ivan Taranov et Nadejda Bykova. C'est une station peu profonde à trois travées avec deux rangées de 23 piliers. La décoration est faite, de marbre gris-bleu d'Oufaleï pour les piliers, de carrés de céramiques jaune avec une bande noire pour les murs et de pavé en granit, formant un damier noir et gris pour le sol. Le plafond est plat à caissons. Pour les entrées/sorties, elle dispose d'un bâtiment extérieur sur l'avenue menant au Parc Sokolniki.

Architecture et décoration
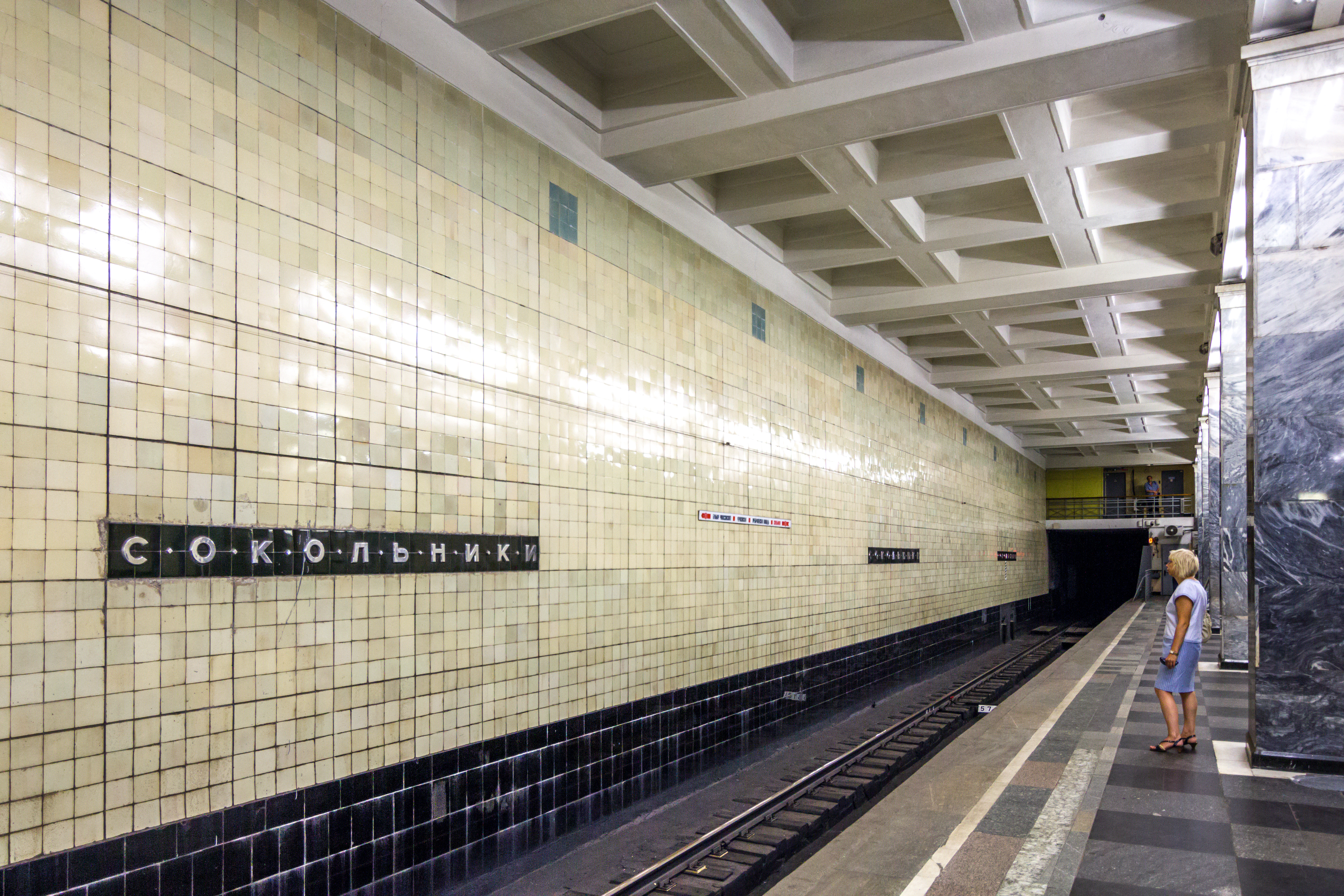
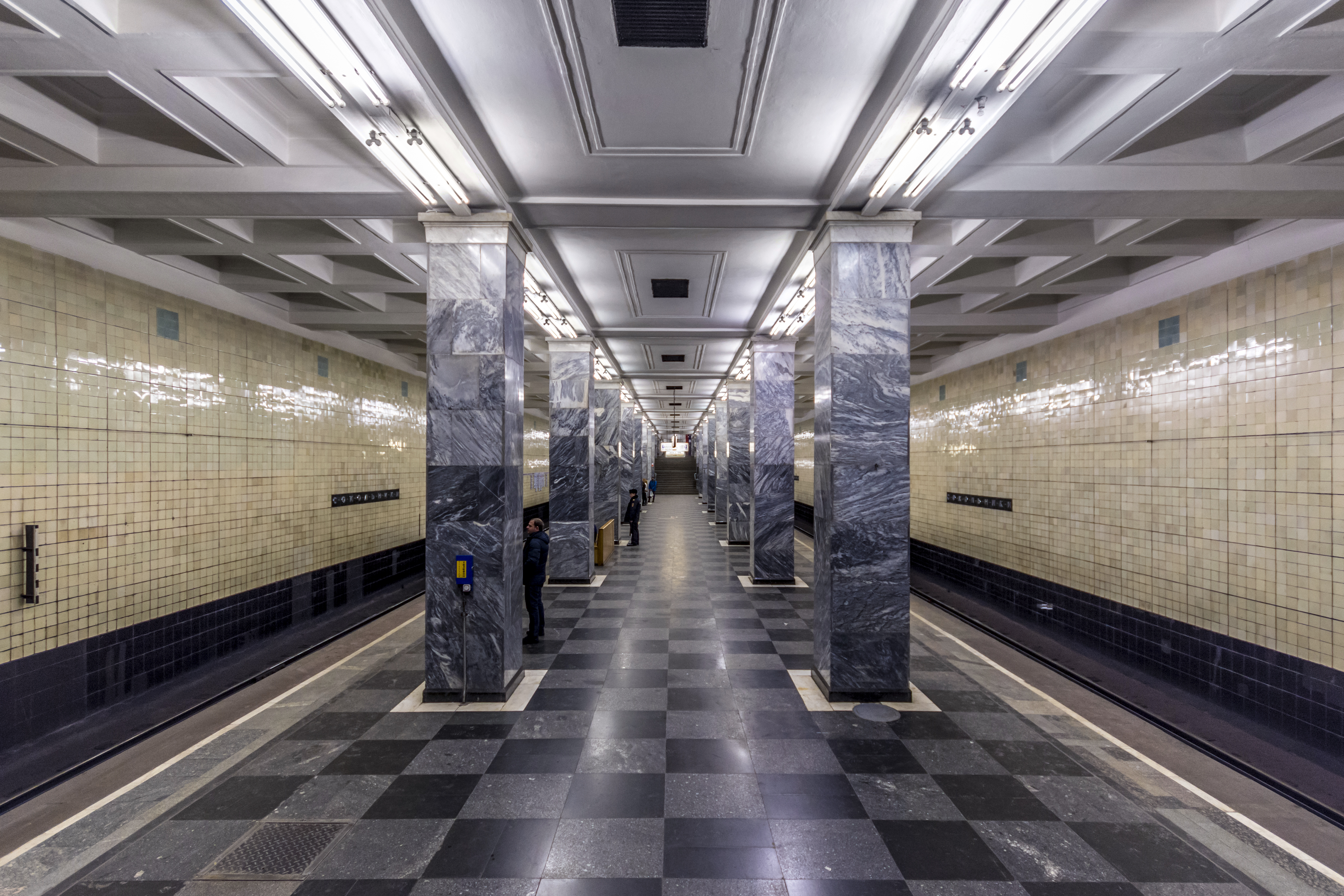
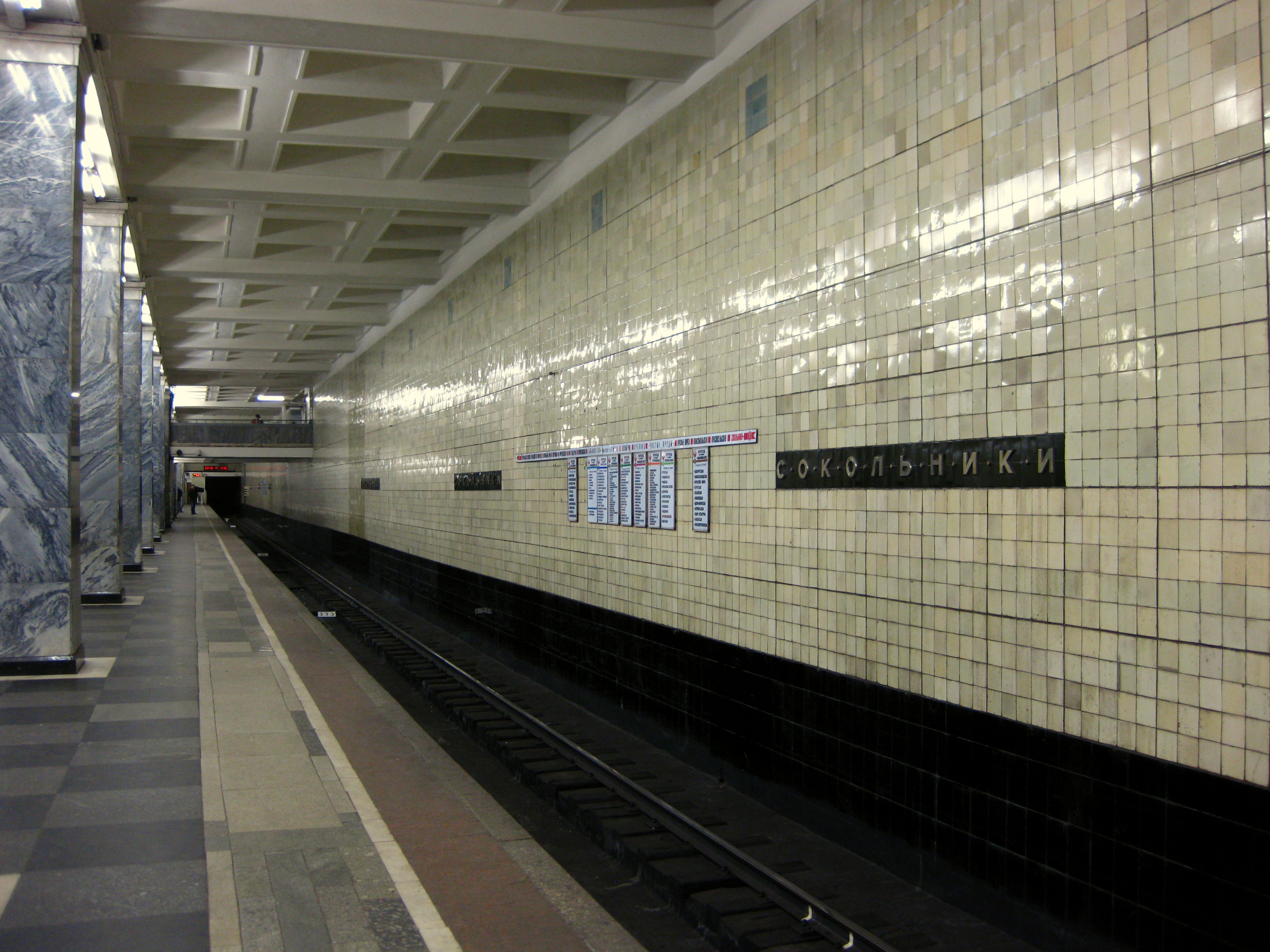

Une maquette de la station est primée par un « Grand Prix » à l'Exposition universelle de Paris en 1937.
Sokolniki est le terminus nord de la ligne pendant trente ans jusqu'au 31 décembre 1965, lors de l'ouverture à l'exploitation du prolongement jusqu'à Preobrajenskaïa Plochtchad.